# 2004年夏季残疾人奥林匹克运动会丹麦代表团
2004年夏季残疾人奥林匹克运动会丹麦代表团是丹麦派出的2004年夏季残疾人奥林匹克运动会代表团。获得5枚金牌、3枚银牌和7枚铜牌。